# Ганс Готтфрід фон Геблер
Ганс Готтфрід фон Геблер (нім. Hans Gottfried von Häbler; 17 травня 1893, Гросшенау, Німецька імперія — 22 березня 1918, Бапом, Франція) — німецький льотчик-ас, лейтенант Саксонської армії.

## Біографія
1 жовтня 1913 року вступив на службу до саксонського Гвардійського полку. Учасник Першої світової війни. До осені 1916 року служив у піхоті. Восени 1916 року пройшов льотну підготовку в 9-му запасному льотному дивізіоні і був направлений у 273-й льотний дивізіон. Пройшов підготовку на винищувача в 1-му училищі винищувальної авіації і 30 вересня 1917 року був призначений у 36-ту винищувальну ескадрилью. 22 березня 1918 року був збитий зенітним вогнем над Бапомом, здійснюючи політ своїм літаком Fokker Dr I 509/17. Помер у шпиталі.
Всього за час бойових дій здобув 8 перемог, ще одна залишилась непідтвердженою.

## Нагороди
- Залізний хрест 2-го і 1-го класу
- Орден Альберта (Саксонія), лицарський хрест 2-го класу з мечами
- Орден Заслуг (Саксонія), лицарський хрест 2-го класу з мечами
- Нагрудний знак військового пілота (Пруссія)
- Почесний кубок для переможця у повітряному бою
- Військовий орден Святого Генріха, лицарський хрест (2 жовтня 1917)
- Королівський орден дому Гогенцоллернів, лицарський хрест з мечами